# Erik Hofrén
Johan Erik Hofrén, född den 10 april 1936 i Kalmar, är en svensk arkeolog och museiman. Han är son till konsthistorikern Manne Hofrén.

## Biografi
Erik Hofrén avlade filosofie kandidatexamen vid Lunds universitet 1958 och filosofie licentiatexamen i historisk arkeologi 1963, också i Lund. År 1963 blev han intendent vid Malmö museum med särskilt ansvar för stadsmiljöfrågor. År 1967  flyttade han till Falun för att tillträda tjänsten som landsantikvarie och chef för Dalarnas museum. Under 1980-talet var han ledamot av Statens kulturråds styrelse samt utsågs till chef för Tekniska museet i Stockholm, ett uppdrag han inte hann tillträda när han istället blev erbjuden att bli direktör för det nybildade Arbetets museum i Norrköping.
Han var initiativtagare till bland annat Framtidsmuseet i Borlänge och Ekomuseum Bergslagen. Sedan år 2005 är Hofrén engagerad i ett Sidaprojekt som särskilt berör demokratiutveckling i Lettland och Vitryssland. Hofrén har medverkat i många statliga utredningar och som särskild utredare: ”Frågor till det industriella samhället” (SOU 1999:18). För närvarande är han verksam inom museivetenskap vid Strömstad akademi.